# Ren Hayakawa
Ren Hayakawa (24 de agosto de 1987, Anyang, Coreia do Sul) é uma arqueira japonesa.

## Olimpíadas
Obteve uma medalha de bronze por equipes nos Jogos Olímpicos de Verão de 2012, mas ficou apenas em 9º lugar no individual .